# انفجار در اتاق عمل
انفجار در اتاق عمل فیلمی به کارگردانی و نویسندگی رحیم رحیمی‌پور محصول سال ۱۳۷۰ است.

## خلاصه داستان
در حمله هوایی نظامیان عراقی به یک قرارگاه نظامی قسمتی از یک بمب خوشه ای عمل نکرده در ران یک بسیجی فرومی‌رود. بسیجی به بیمارستان منتقل می‌شود، و جراحان در مورد میزان احتمال انفجار بمب به گفت و گو می‌نشینند. یک نظامی، که برای نظارت بر چگونگی خنثی کردن بمب به بیمارستان آمده، از دوست جراحش تقاضا می‌کند که عمل را انجام دهد. جراح ابتدا تردید می‌کند، اما بعد با موفقیت بمب را از ران بسیجی خارج می‌کند.

## بازیگران
- فرامرز قریبیان
- عنایت‌الله بخشی
- هوشنگ توکلی
- رضا قربانی
- نیما بانکی
- هادی انباردار
- فریبرز سمندرپور
- احمد قدکچیان
- محمود احمدی
- فرنوش آل‌احمد
- فاطمه طاهری
- محمد صادق‌پور
- حسن عظیمی
- پرویز شفیع‌زاده
- لیلی قندچی
- رحیم مهدی‌خانی
- اصغر فرزام
- حسین لبافی
- اکبر هنرمند
- محسن عظیمی‌نیا
- خسرو پیمان
- علی صادق‌پور
- منصور رسولی
- بهروز بهروزیان